# Kosteletzkya virginica
Kosteletzkya virginica là một loài thực vật có hoa trong họ Cẩm quỳ. Loài này được (L.) C. Presl ex A. Gray mô tả khoa học đầu tiên năm 1849.